# In Camera
In Camera è un album discografico del cantante britannico Peter Hammill, pubblicato nel luglio 1974 dalla Charisma Records.

## Tracce

### Lato A
Testi e musiche di Peter Hammill.
1. Ferret and Featherbird – 3:43
2. (No More) the Sub-mariner – 5:47
3. Tapeworm – 4:20
4. Again – 3:44
5. Faint-Heart and the Sermon – 6:42

### Lato B
1. The Comet, the Course, the Tail – 6:00
2. Gog – 7:40
3. Magog (in Bromine Chambers) – 9:41

## Musicisti
- Peter Hammill - voce, chitarra, basso elettrico, pianoforte, armonium, ARP 2600, mellotron
- Guy Evans - batteria (nelle tracce A3 e B2)
- Judge Smith - batteria, voce di supporto (nella traccia B3)
- Paul Whitehead - batteria (nella traccia B3)